# Língua bolyu
A língua Bolyu (endônimo: pɔ33 lju13; ; também chamada as Paliu, Palyu, ou Lai 俫语, 徕语) é uma língua Austronésia da família das Pacânicas. Os  Bolyu estão entre os grupos étnicos não reconhecidos da China.

## Outros nomes
Outros nomes são Baliu, Buliu, Lai Yu, Lailai, Paliu, Palju, Palyu, Polyu[carece de fontes?]

## Classificação
Bolyu está relacionado com a língua bugan, formando s duas o ramo Pacânico. Em 1984, Bolyu foi estudado pela primeira vez por Liang Min do Nationalities Research Institute em [Beijing]]. Liang foi o primeiro a sugerir uma afiliação Mon-Khmer de Bolyu, que mais tarde foi confirmada por linguistas ocidentais como Paul K. Benedict, Paul Sidwell e Jerold A. Edmondson. No entanto, o lugar do ramo Pacânico dentro da família Mon-Khmer é incerto. Sidwell (1995) sugere que o ramo Pacânicoic pode ser um ramo Mon-Khmer Oriental, tornando-o mais intimamente relacionado com o ramo Viético] No entanto, Gérard Diffloth classifica as pacânicas como Mon–Khmer Setentrional, tornando-o mais intimamente relacionado com o ramo as Palaúngicas.

## Falantes
Os falantes de Bolyu são encontrados nos seguintes locais no sul da China.
- Douhong 斗黃tun, Xinhe 新合村, município de Changfa 长发, Longlin County, Guangxi (muitas vezes morando com vizinhos Gelao). Kechang, De'e e Changme.[6]
  - Xinhe Xinhe Village - Datiezhai Datiezhai, Rua Changfajie Changfa: 50 alto-falantes
  - Xinhua Xinhua Village - Luowan Luowan: 300; Kabao, Renshang: 160 falantes
  - Aldeias com apenas pessoas Bolyu: Muzi Muzi, Dazhai Dazhai, Xiaozhai Xiaozhai
- Guosha/Hengsha 高沙/HENSHA, Wenya 文雅村, Puhe Miao Autonomous Township, Xilin Guangxi. Também falado em Naya Naya, Badahe.com 230 falantes no total.

Li (1999) documenta a variedade Bolyu de Muzitun, Xinhe  Changfa Changfa Township, Longlin County, Guangxi,
Nas aldeias seguintes, apenas falantes idosos de Bolyu permanecem.
- Município de Zhelang: Zhezhai Zhezhai, Langrong Langrong, Linghao Linghao
- Município de Kechang: Haichang Haichang
- Município de Shechang: Daguo

1.400 Bolyu residem em Guangxi e mais de 1.000 em Yunnan.

## Escrita
O Bolyu pode usar  o alfabeto latino, embora raramente seja escrito.
Não se usam as letras B, D, G, R, X. Usam-se as formas ɕ, ɕj, ɕw, ɛ, ə, ɣ, ɣh, ɣj, hj, hw, kh, khj, kj, lj, ɬ, ɬj, m, mb, mbj, mj, nd, ndj, ŋ, ɲ, ɔ, ph, phj, pj, qh, sj, t, th, thj, tj, tɕ, tɕh, tɕhj, ts, tsh, tsj, ɯ, vɣ, vj, ʑ, ?, ?j, ?w.[carece de fontes?]

## Fonologia
Bolyu é uma língua tonal monossilábica como as Tai–Kadai, Hmong-Mien e até mesmo a língua kri. Ao contrário de Bugan, Bolyu não tem uma distinção de qualidade de voz tensa-livre

### Consoantes
|                |                | Labial | Labial | Labial  | Alveolar | Alveolar | Alveolo-palatal | Velar   | Velar | Velar   | Uvular | Glotal | Glotal |
| plana          | palatal        | velar  | plana  | palatal | plana    | palatal  | Alveolo-palatal | labial. | plana | palatal | Uvular |        |        |
| -------------- | -------------- | ------ | ------ | ------- | -------- | -------- | --------------- | ------- | ----- | ------- | ------ | ------ | ------ |
| Nasal oclusiva | Nasal oclusiva | m      | mʲ     |         | n        |          |                 | ŋ       |       |         |        |        |        |
| Plosiva        | surda          | p      | pʲ     |         | t        | tʲ       |                 | k       | kʲ    | kʷ      | q      | ʔ      |        |
| Plosiva        | aspirada       | pʰ     | pʰʲ    |         | tʰ       | tʰʲ      |                 | kʰ      |       |         | qʰ     |        |        |
| Plosiva        | prenasalizada  | ᵐb     | ᵐbʲ    |         | ⁿd       |          |                 |         |       |         |        |        |        |
| Africada       | surda          |        |        |         | t͡s       |          | tɕ              |         |       |         |        |        |        |
| Africada       | aspirada       |        |        |         | t͡sʰ      |          | tɕʰ             |         |       |         |        |        |        |
| Fricativa      | Fricativa      | v      | vʲ     | vˠ      | s ɬ      | ɬʲ       | ɕ               | ɣ       | ɣʲ    |         |        | h      | hʲ     |
| Semivogal      | Semivogal      | w      |        |         | l        | lʲ       | j               |         |       |         |        |        |        |

### Tons
Bolyu tem um total de seis tons.
| Nº do tom | contorno |
| --------- | -------- |
| 1         | ˥        |
| 2         | ˧        |
| 3         | ˩        |
| 4         | ˥˧       |
| 5         | ˧˩       |
| 6         | ˩˧       |

São sete as vogais do Bolyu: /a, e, ə, i, o, ɔ, u/.
Bolyu permite uma grande variedade de encontros consonantais e tem oito finais consonantais possíveis: -p, -t, -k, -m, -n, -ŋ, -w, -j.